# كأس أرمينيا 2003
كأس أرمينيا 2003 هو الموسم 12 من كأس أرمينيا. أقيم خلال الفترة 15 مارس 2003 وحتى 27 مايو 2003، وأشرف على تنظيمه اتحاد أرمينيا لكرة القدم، وكان عدد الأندية المشاركة فيه 17، وفاز فيه نادي ميكا.